# Nefelometr

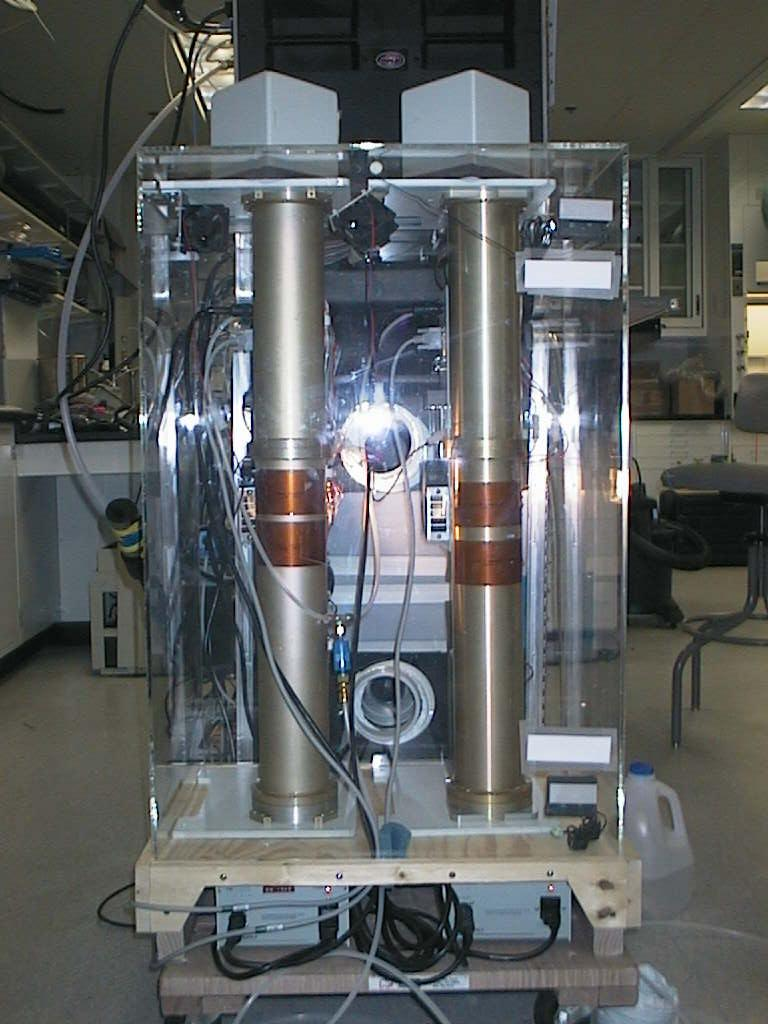
Nefelometr

Nefelometr (nazwa pochodzi od greckiego słowa „nephos" (chmura)) – przyrząd optyczny służący do pomiaru stężenia cząsteczek stałych zawieszonych w cieczy lub gazie na podstawie pomiaru natężenia światła rozproszonego przez zawiesiny. Umożliwia oznaczenie stężenia zawiesiny w roztworze oraz rozmiarów i masy jej cząstek. Używany jest także do badania atmosfery. Głównymi elementami przyrządu są źródło światła i fotodetektor ustawione w stosunku do siebie pod pewnym kątem różnym od 180° (najczęściej 90°). 
Przyrząd jest wykorzystywany w nefelometrii. Do badania mętności wody w naturalnych zbiornikach wykorzystuje się krążek Secchiego.
W medycynie nefelometria jest wykorzystywana między innymi do pomiaru funkcji układu odpornościowego. Jest również wykorzystywana w mikrobiologii klinicznej do przygotowania standaryzowanego inokulum (zawiesiny McFarlanda) do badania wrażliwości na środki przeciwdrobnoustrojowe.